# Institut de pharmacologie moléculaire et cellulaire
 (mars 2017).
L'Institut de pharmacologie moléculaire et cellulaire (IPMC) est une unité mixte de recherche (UMR 7275) entre le Centre national de la recherche scientifique (CNRS) et l'université Côte d’Azur (UCA), située au cœur de la technopole de Sophia-Antipolis, proche de Nice. Les domaines scientifiques étudiés à l'IPMC sont la biologie et la santé dans les deux secteurs disciplinaires suivants : 1) Aspects moléculaires et cellulaires de la biologie, 2) Biomolécules, pharmacologie, thérapeutique.

## Histoire
Créé en 1989 par Michel Lazdunski, Médaille d'or du CNRS en 2000, l'IPMC est dirigé depuis 2018 par Jean-Louis Nahon. Le laboratoire s'étend sur 8.000 m2 d'espaces de recherche, et réunit 210 personnes. Les équipes de recherche sont appuyées par des plateformes technologiques de pointe en génomique fonctionnelle (certifiée ISO9001 et labellisée IBiSA : séquençage à haut débit et puces à ADN, PCR quantitative), microscopie et cytométrie (labellisée IBiSA dans le cadre de la plate-forme régionale MICA), caractérisation physico-chimique (spectromètre de masse MALDI TOF-TOF, dichroïsme circulaire, nano-HPLC, etc.), bio-informatique et exploration fonctionnelle SPF (Specific Pathogen-Free).

## Activités
Les axes de recherches de l'IPMC s'articulent autour de champs thématiques variés incluant la biologie cellulaire, la biochimie, les neurosciences, la pharmacologie, la biologie structurale, la biologie intégrative, et la génomique fonctionnelle. Ainsi des cibles thérapeutiques associées à de nombreuses pathologies humaines des systèmes nerveux ou cardio-vasculaire, ou en lien avec des maladies inflammatoires ou certains cancers, sont étudiées.
L'IPMC est rattaché à l'école doctorale ED85 (Sciences de la vie et de la santé).